# Pau argentino
O pau argentino ou pau do capitão é uma técnica de tortura e imobilização que consiste em colocar a vítima ou prisioneiro abaixado com as pernas trançadas em torno de uma árvore de forma que ela não consiga libertar-se sozinha. Essa posição permite a imobilização da pessoa sem a necessidade de cordas, ficando a pessoa indefesa em uma posição muito dolorosa.